# بخش لوگان (شهر آگلایزه، اوهایو)
بخش لوگان (به انگلیسی: Logan Township) یک منطقهٔ مسکونی در ایالات متحده آمریکا است که در شهرستان اوگلایز واقع شده‌است.
 بخش لوگان ۷۲٫۴ کیلومتر مربع مساحت و ۱٬۱۱۳ نفر جمعیت دارد و ۲۵۱ متر بالاتر از سطح دریا واقع شده‌است.